# Môi trường liên sao
Trong thiên văn học, môi trường liên sao (ISM) chỉ môi trường vật chất tồn tại trong không gian giữa các hệ sao trong một thiên hà. Các dạng vật chất này bao gồm khí ở dạng ion, nguyên tử, phân tử, cũng như bụi và tia vũ trụ. Nó chứa đầy trong không gian liên sao và hòa trộn dần dần vào không gian liên thiên hà. Năng lượng chiếm trong cùng một thể tích, trong dạng của bức xạ điện từ, được gọi là trường bức xạ liên sao. Môi trường này đóng vai trò quan trọng trong việc quan sát và nghiên cứu thiên văn ngày nay.
Ngày 25 tháng 8 năm 2012, tàu thăm dò Voyager 1 là vật thể nhân tạo đầu tiên ra ngoài môi trường liên sao. Plasma và bụi liên sao sẽ được nghiên cứu cho đến ngày kết thúc sứ mệnh, ước tính là năm 2025. Voyager 2 ra ngoài môi trường liên sao vào ngày 5 tháng 11 năm 2018.

## Tổng quan
Môi trường liên sao bao gồm các khí gas liên sao và bụi liên sao.

### Khí gas

Tinh vân Lạp Hộ trong ánh sáng nhìn thấy được (ảnh của: NASA / ESA).

Khoảng 99% môi trường liên sao là khí gas ở các dạng, cụ thể: hơn 70% là hydro, 28% heli, và khoảng 1.5% là các nguyên tố nặng. Chúng tồn tại ở cả các dạng đơn nguyên tử, phân tử cũng như bị ion hóa với mật độ rất loãng, chỉ khoảng vài hạt trên một cm³.
Khi một ngôi sao mới được sinh ra, chúng phát xạ một lượng lớn tia cực tím, ion hóa toàn bộ vùng khí gas bao quanh nó, tạo thành các đám hydro ion hóa.
Các đám mây H ion hóa này phát sáng khi ở gần các ngôi sao nóng từ 25.0000 K trở lên, tạo thành những tinh vân phát xạ với ánh sáng đỏ đặc trưng của hydro ở dãy Balmer.

### Bụi liên sao
Khác với khái niệm "bụi" thông thường, bụi liên sao là các hạt vật chất vô cùng nhỏ, với kích thước chưa tới 1 μm, xấp xỉ với bước sóng ánh sáng mà con người có thể thấy được. Nhân của chúng có thể là silicat, carbon hay hợp chất sắt, với hình dạng không xác định.
Bụi vũ trụ hấp thụ ánh sáng phát ra từ các ngôi sao và các thiên thể khác làm độ sáng của chúng giảm đi trung bình một cấp trên một kiloparsec trong mặt phẳng thiên hà. Ánh sáng từ các ngôi sao truyền đi có thể bị đám bụi này chặn hoàn toàn nếu chúng đủ dày, tạo thành các tinh vân tối, ví dụ như tinh vân Đầu Ngựa. Ánh sáng màu xanh lam bị phân tán nhiều hơn trong các đám bụi này, do đó ánh sáng chúng ta quan sát được đa phần gồm nhiều gam màu đỏ hơn, tương tự như với Mặt Trời lúc hoàng hôn.

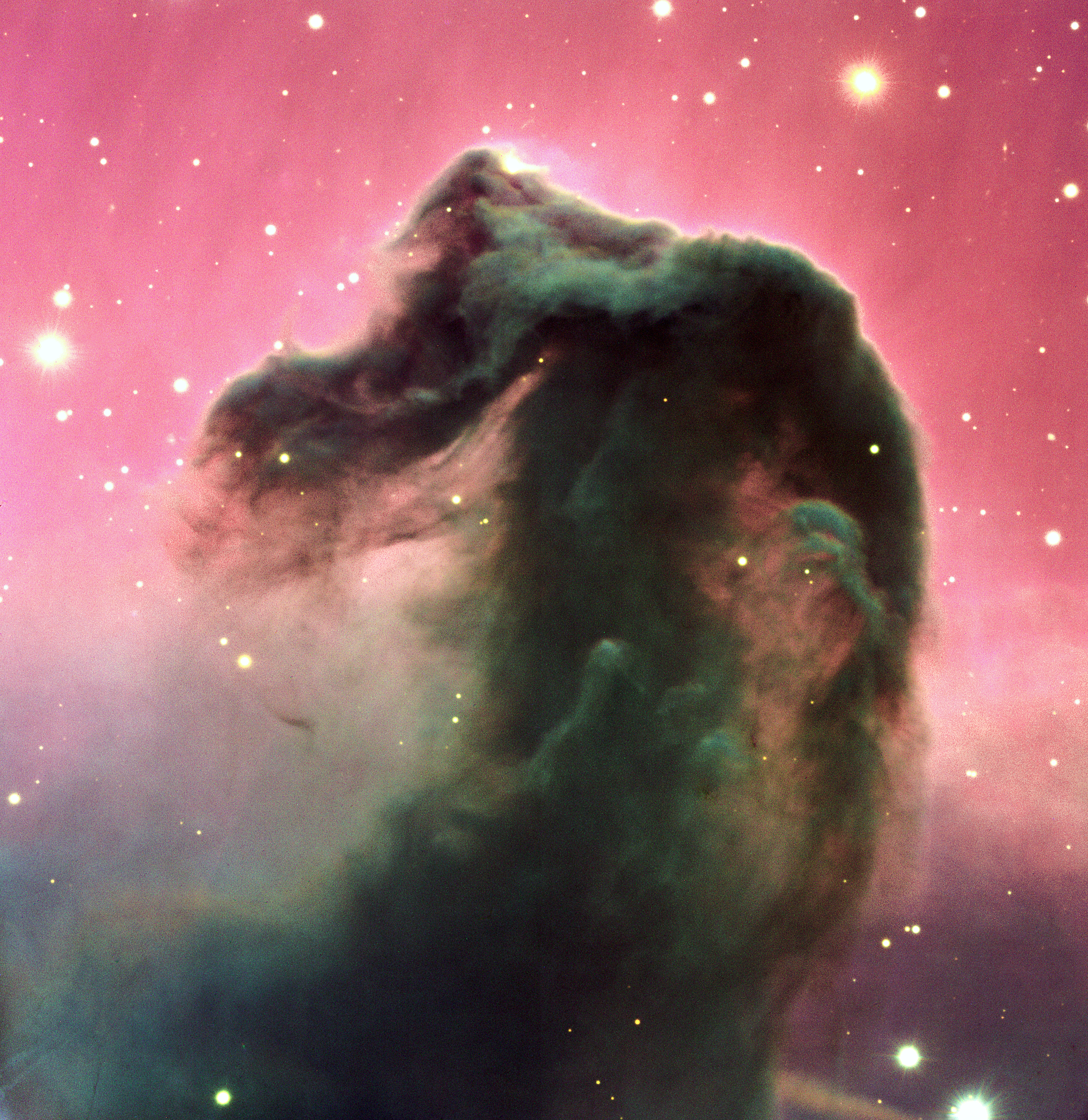
Tinh vân Đầu Ngựa, hay còn gọi là tinh vân tối Barnard 33.
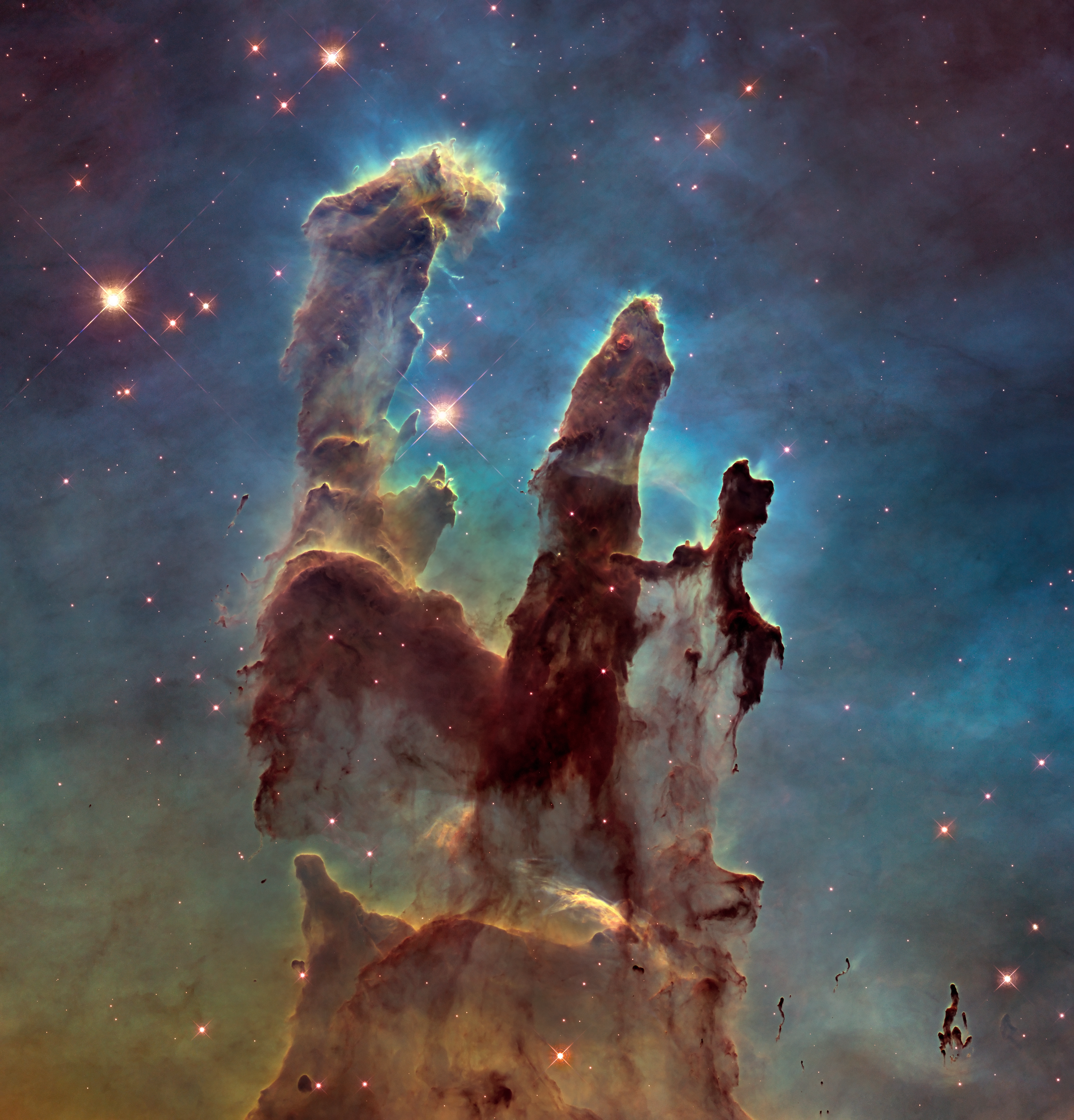
Ba cột bụi khổng lồ nổi tiếng Pillars of Creation (tinh vân Đại Bàng).

## Đám mây phân tử
Đám mây phân tử là các cụm khí gas và bụi với nhiệt độ rất thấp, chỉ khoảng 10-30 độ K. Do đó hầu hết hydro đều tồn tại ở dạng phân tử (H2). Kích thước của các đám mây này rất đa dạng, có thể từ vài năm ánh sáng đến hơn 600 năm ánh sáng và khối lượng có thể đạt tới hàng triệu M☉. Mật độ vật chất ở đây rất cao (so sánh với các vùng khác), chỉ có thể được tạo thành ở nhiệt độ cực thấp, nếu không nhiệt độ của khối khí sẽ làm giãn nở nồng độ vật chất. Các đám mây này còn được gọi là "vườn ươm sao" do nó chứa rất nhiều các thành phần thô cần thiết để tổng hợp các sao và hệ sao (hầu hết là hydro và bụi). Các ngôi sao thường được sinh ra trong các vùng tinh vân tối, do mật độ vật chất tại đây dày đặc hơn cả.
Các phân tử hydro không thể phát hiện trực tiếp bằng bức xạ hồng ngoại hay vô tuyến thông thường, mà được suy luận thông qua carbon monoxide (CO).
Hiện người ta đã phát hiện được hàng trăm loại phân tử trong các đám mây này, từ những chất cơ bản như NH3, CH, OH cho đến những phân tử phức tạp như ethanol (C2H5OH), thậm chí là đường.

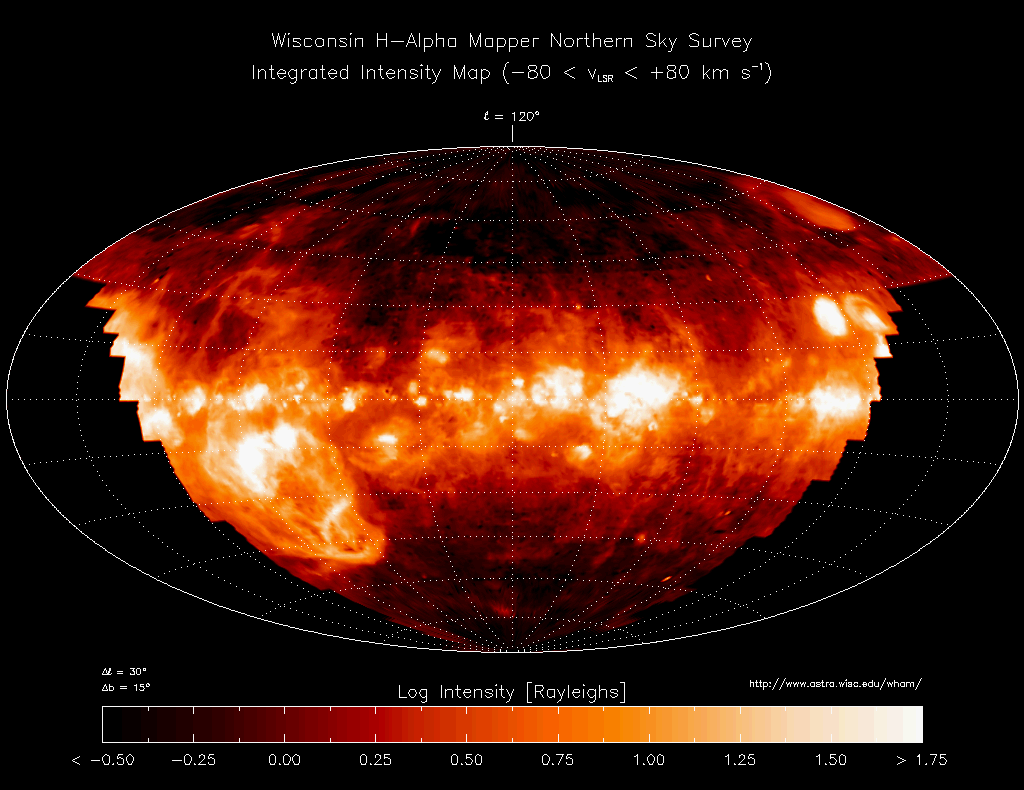
Sự phân bố của hydro bị ion hóa (mà các nhà thiên văn học gọi là H II từ một tên gọi cũ trong ngành quang phổ học) trong những phần quan sát được của môi trường liên sao trong Ngân Hà từ bán cầu bắc của Trái Đất. (Haffner, Reynolds, Tufte & Madsen 2003).

## Tư liệu tham khảo
- Bacon, Francis (1626), Sylva
- Beals, C. S. (1936), "On the interpretation of interstellar lines", MNRAS, 96: 661, Bibcode:1936MNRAS..96..661B, doi:10.1093/mnras/96.7.661{{Chú thích}}:  Quản lý CS1: DOI truy cập mở nhưng không được đánh ký hiệu (liên kết)
- Birkeland, Kristian (1913), "Polar Magnetic Phenomena and Terrella Experiments", The Norwegian Aurora Polaris Expedition, 1902-03 (section 2), New York: Christiania (now Oslo), H. Aschelhoug & Co., tr. 720 out-of-print, full text online
- Boyle, Robert (1674), The Excellency of Theology Compar'd with Natural Philosophy, quyển ii. iv., tr. 178
- Burke, J. R.; Hollenbach, D.J. (1983), "The gas-grain interaction in the interstellar medium - Thermal accommodation and trapping", Astrophysical Journal, 265: 223, Bibcode:1983ApJ...265..223B, doi:10.1086/160667
- Dyson, J. (1997), Physics of the Interstellar Medium, London: Taylor & Francis
- Field, G. B.; Goldsmith, D. W.; Habing, H. J. (1969), "Cosmic-Ray Heating of the Interstellar Gas", Astrophysical Journal, 155: L149, Bibcode:1969ApJ...155L.149F, doi:10.1086/180324
- Ferriere, K. (2001), "The Interstellar Environment of our Galaxy", Reviews of Modern Physics, 73 (4): 1031–1066, arXiv:astro-ph/0106359, Bibcode:2001RvMP...73.1031F, doi:10.1103/RevModPhys.73.1031
- Haffner, L. M.; Reynolds, R. J.; Tufte, S. L.; Madsen, G. J.; Jaehnig, K. P.; Percival, J. W. (2003), "The Wisconsin Hα Mapper Northern Sky Survey", Astrophysical Journal Supplement, 145 (2): 405, arXiv:astro-ph/0309117, Bibcode:2003ApJS..149..405H, doi:10.1086/378850. The Wisconsin Hα Mapper is funded by the National Science Foundation.
- Heger, Mary Lea (1919), "Stationary Sodium Lines in Spectroscopic Binaries", Publications of the Astronomical Society of the Pacific, 31 (184): 304, Bibcode:1919PASP...31..304H, doi:10.1086/122890
- Lequeux, J. The Interstellar Medium. Springer 2005.
- McKee, C. F.; Ostriker, J. P. (1977), "A theory of the interstellar medium - Three components regulated by supernova explosions in an inhomogeneous substrate", Astrophysical Journal, 218: 148, Bibcode:1977ApJ...218..148M, doi:10.1086/155667
- Patterson, Robert Hogarth (1862), "Colour in nature and art", Essays in History and Art, 10 Reprinted from Blackwood's Magazine.
- Pickering, W. H. (1912), "The Motion of the Solar System relatively to the Interstellar Absorbing Medium", Monthly Notices of the Royal Astronomical Society, 72: 740, Bibcode:1912MNRAS..72..740P, doi:10.1093/mnras/72.9.740{{Chú thích}}:  Quản lý CS1: DOI truy cập mở nhưng không được đánh ký hiệu (liên kết)
- Spitzer, L. (1978), Physical Processes in the Interstellar Medium, Wiley, ISBN 0-471-29335-0
- Stone, E. C.; Cummings, A. C.; McDonald, F. B.; Heikkila, B. C.; Lal, N.; Webber, W. R. (2005), "Voyager 1 Explores the Termination Shock Region and the Heliosheath Beyond", Science, 309 (5743): 2017–20, Bibcode:2005Sci...309.2017S, doi:10.1126/science.1117684, PMID 16179468
- Thorndike, S. L. (1930), "Interstellar Matter", Publications of the Astronomical Society of the Pacific, 42 (246): 99, Bibcode:1930PASP...42...99T, doi:10.1086/124007